# Anders Baasmo Christiansen
Pour les articles homonymes, voir Christiansen.
Anders Baasmo Christiansen est un acteur norvégien, né le 29 janvier 1976 à Hamar (Hedmark).

## Filmographie partielle

### Longs métrages

#### Années 2000
- 2003 : Buddy de Morten Tyldum : Stig Inge Otnes
- 2004 : Iver : le maître nageur
- 2005 : 37 og et halvt de Vibeke Idsøe : Jarle
- 2007 : Mars et Venus (Mars & Venus) d'Eva Dahr : Erik
- 2007 : Arn, chevalier du Temple (Arn, Tempelriddaren) de Peter Flinth : Harald Øysteinsson
- 2008 : Arn, le royaume au bout du chemin (Arn: Riket vid vägens slut) de Peter Flinth : Harald Øysteinsson
- 2009 : Nord de Rune Denstad Langlo : Jomar Henriksen
- 2009 : Vegas de Gunnar Vikene : Thorstein
- 2009 : Bestevenner de Christian Lo : le lutin du centre commercial

#### Années 2010
- 2010 : Un chic type (En ganske snill mann de Hans Petter Moland : le revendeur de ferrailles
- 2012 : Fuck Up d'Øystein Karlsen : Rasmussen
- 2012 : Kon-Tiki de Joachim Rønning et Espen Sandberg : Herman Watzinger (en)
- 2012 : Le Secret de l'étoile du nord (Reisen til julestjernen) de Nils Gaup : le roi
- 2013 : Chasing the Wind (Jag etter vind) de Rune Denstad Langlo : Lundgren
- 2013 : De tøffeste gutta de Christian Lo : Lærer
- 2014 : Refroidis (Kraftidioten) de Hans Petter Moland : Geir
- 2014 : Kaptein Sabeltann og skatten i Lama Rama de John Andreas Andersen et Lisa Marie Gamlem : le roi Rufus
- 2015 : Staying Alive de Charlotte Blom : Håkon
- 2015 : Villmark 2 de Pål Øie : Ole
- 2015 : Hevn de Kjersti G. Steinsbø : Bimbo
- 2016 : Welcome to Norway de Rune Denstad Langlo : Primus
- 2016 : Ultimatum (Kongens nei) d'Erik Poppe : le prince Olav
- 2016 : Snekker Andersen og Julenissen de Terje Rangnes : Julenissen
- 2018 : Blind Spot (Blindsone) de Tuva Novotny : Anders

#### Années 2020
- 2021 : The North Sea (Blindsone) de John Andreas Anders : Ronnie
- 2023 : Munch de Henrik Martin Dahlsbakken : Rolf Stenersen

### Courts métrages
- 2000 : 1 av 6 d'Eva Sørhaug
- 2002 : Anolit de Stefan Faldbakken : Tore
- 2007 : Tommy d'Ole Giæver : Arild

### Série télévisée
- 2024 : La Palma : Fredrick (mini-série, 4 épisodes)
- 2025 : La Roturière : Olav V de Norvège

## Récompenses
- 2004 : Prix Amanda du meilleur acteur pour Buddy
- 2007 : Gullruten du meilleur acteur pour En udødelig mann
- 2008 : Prix Hedda du meilleur acteur pour Hamlet
- 2010 : Prix Kanon du meilleur acteur dans un rôle principal pour Nord
- 2010 : Shooting Star de la Berlinale
- 2011 : Gullruten du meilleur acteur pour Dag
- 2012 : Gullruten du meilleur acteur pour Dag
- 2013 : Gullruten du meilleur acteur pour Dag
- 2016 : Prix Amanda du meilleur acteur pour Welcome to Norway